# Veneti
I Veneti, a volte indicati anche come Venetici, Antichi Veneti o Paleoveneti per distinguerli dagli odierni abitanti del Veneto, furono un popolo indoeuropeo che si stanziò nell'Italia nord-orientale dopo la metà del II millennio a.C. sviluppando una propria originale civiltà nel corso del millennio successivo.
Caso unico tra i popoli coevi nell'Italia settentrionale, si può stabilire una corrispondenza tra la popolazione e la cultura veneta: è cioè possibile attribuire agli antichi Veneti una precisa cultura materiale e artistica, sviluppatasi nel loro territorio di stanziamento, la Venezia. Questa facies culturale si sviluppò durante un lungo periodo, per tutto il I millennio a.C., anche se nel tempo subì diverse influenze, per cui di questa popolazione e identità la documentazione archeologica è particolarmente ricca.
I Veneti furono attestati, inizialmente, nell'area tra il lago di Garda ed i Colli Euganei; in seguito si espansero fino a raggiungere confini simili a quelli del Veneto attuale, anche se bisogna considerare che la linea di costa del Mar Adriatico era più arretrata rispetto ad oggi. Secondo i ritrovamenti archeologici (che concordano anche con le fonti scritte), i confini occidentali del loro territorio correvano lungo il lago di Garda, quelli meridionali seguivano una linea che parte dal fiume Tartaro, segue il Po e raggiunge Adria, lungo il ramo estinto del Po di Adria, mentre quelli orientali giungevano fino al Tagliamento.
Oltre tale fiume erano insediate genti di ceppo illirico, anche se fino all'Isonzo la presenza veneta era tanto forte che si può parlare di popolazione veneto-illirica. I confini settentrionali erano invece meno definiti e omogenei; il territorio veneto risaliva soprattutto i fiumi Adige, Brenta e Piave verso le Alpi, che fungevano comunque da confine naturale. La presenza veneta sulle Alpi è attestata soprattutto nelle Dolomiti del Cadore, a Lagole.

## Etnonimo
Ai Veneti ci si riferisce anche con i termini "Venetici", "Heneti" o "Eneti" (in greco antico Ἐνετοί). Sebbene nella storiografia, sia antica sia moderna, si impieghi correntemente il termine "Veneti" in opere di carattere non specialistico si ricorre talvolta al prefissoide "paleo-" (="antico" > "Paleoveneti"), alla perifrasi "Veneti adriatici" o all'espressione "Venetici" per distinguere il popolo dell'antichità dagli attuali abitanti della regione italiana del Veneto.
Il nome "Veneti" ricorre frequentemente nelle fonti classiche. Erodoto ricorda gli "Eneti" tra le tribù illiriche; Cesare scrive di avere sottomesso i "Veneti" dell'Armorica, gli unici tra i popoli della Gallia a padroneggiare l'arte nautica; Tacito e Plinio il Vecchio localizzano i "Venedi" lungo il corso della Vistola confinanti con i Bastarni, i Finni e i Sarmati mentre Claudio Tolomeo chiama Venedicus sinus il Golfo di Danzica; Pomponio Mela cita il lago di Costanza come Venetus lacus; infine "Venetulani" sono un popolo laziale scomparso, citato da Plinio il Vecchio.
La frequenza di questo etnonimo in diverse aree europee non va però spiegata con ipotetici legami storici e linguistici tra i diversi popoli che ne hanno fatto uso, quanto piuttosto con un'uguale derivazione, più volte ripetuta in modo indipendente, dalla medesima radice indoeuropea *wen ("amare"). I "Veneti" (*wenetoi) sarebbero pertanto gli "amati", o forse gli "amabili", gli "amichevoli".

## Storia
I Veneti emergono dalla civiltà atestina, facies dell'età del Ferro, e la loro storia si può dividere in due periodi: uno antico, che va dalle origini fino al V secolo a.C., in cui è più evidente l'originalità culturale veneta, e uno più recente che va fino al I secolo d.C., che vede prima un influsso celtico, e poi una lenta assimilazione romana.
Nel periodo antico vi erano rapporti culturali con gli Etruschi sin dalla fase villanoviana, con la Grecia e l'Oriente. Nel periodo più recente i Veneti vennero a contatto prevalentemente a occidente con i Galli: a ovest si stanziarono i Galli Cenomani (con cui si sarebbero alleati, insieme ai Romani), a sud i Boi (con cui invece furono sovente in guerra) e a nord-est i Carni, ad est e a sud-est rimasero prevalentemente in contatto con le popolazioni illiriche. Anche all'interno del Veneto vi fu qualche stanziamento di Galli, anche se in minima entità, probabilmente non sempre di tipo pacifico. L'influsso culturale celtico diventò comunque via via importante, e la cultura veneta lentamente mutò e si adeguò ai tempi. Successivamente divenne decisivo il contatto con la civiltà romana, da cui quella veneta venne assimilata.

### Le origini

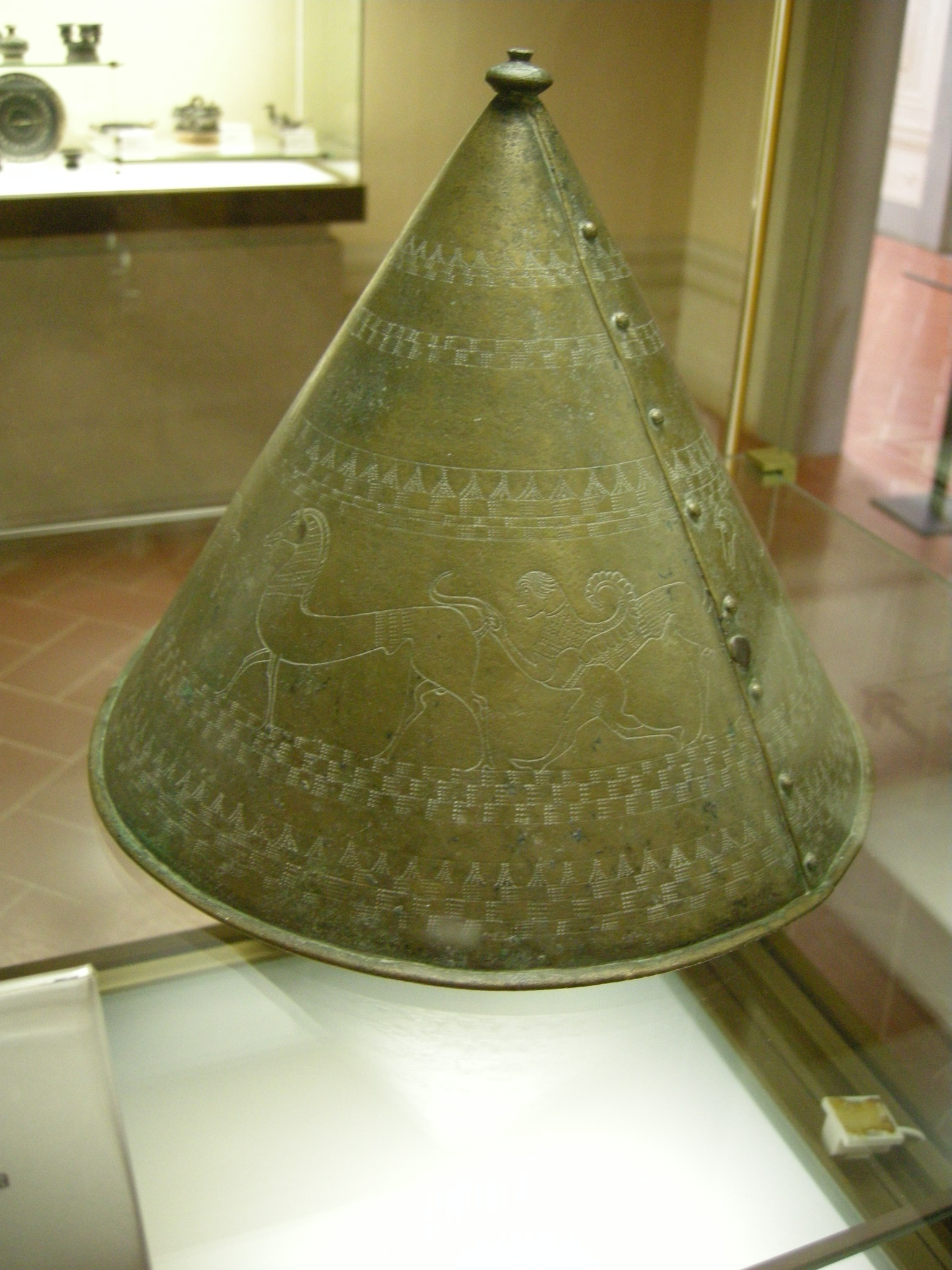
Elmo pileato veneto da Oppeano (V secolo a.C.). Firenze, Museo archeologico nazionale

#### Il mito nella storiografia romana
Secondo la storiografia romana, i Veneti sarebbero stati una popolazione proveniente dalla Paflagonia, regione dell'Asia Minore sul Mar Nero. Essi furono da lì espulsi, e per questo parteciparono alla Guerra di Troia, dove l'anziano saggio Antenore implorò i troiani stessi di restituire Elena ai Greci. A Troia morì anche Pilemene, il comandante degli Eneti (venivano così chiamati), che, rimasti senza patria e senza guida, si rivolsero ad Antenore. Dopo varie vicende, questi li condusse ad approdare sulle coste occidentali del Mar Adriatico settentrionale. Qui la popolazione scacciò gli Euganei, una popolazione locale che si rifugiò nelle valli alpine e di cui oggi non rimangono tracce rilevanti.
Nel racconto di Virgilio, Antenore viene addirittura presentato come fondatore di Padova. Ai Veneti viene associato pure Diomede, eroe divinizzato, il quale avrebbe fondato, oltre a Spina, anche l'importante città portuale di Adria che, pur avendo origini venete, è più conosciuto come emporio greco, come centro etrusco e successivamente gallico.
Plinio il Vecchio parla dei Veneti riferendo ciò che aveva scritto Catone:
(Gaio Plinio Secondo, Naturalis Historia, III, 130)
Strabone invece riporta un'ipotesi diversa, ovvero che i Veneti fossero una popolazione celtica: questo, perché egli era a conoscenza dell'esistenza di una popolazione portante lo stesso nome, i Veneti dell'Armorica (l'odierna Bretagna).

#### Le ipotesi della storiografia moderna

Vaso veneto a forma di situla del VI-V secolo a.C.

Le fonti antiche concordano nel parlare dei Veneti come di una popolazione giunta nella sua sede storica da una regione orientale, che raggiunse via mare l'Adriatico settentrionale e sbarcò nella costa occidentale; qui respinsero più a nord la popolazione nativa. Se l'ipotesi che vede nei Veneti una popolazione orientale, frazionata e dispersa dopo un'ampia diaspora, è abbastanza realistica, non lo è affatto l'ubicazione della loro patria originaria in un'area di cultura greca, e nemmeno la narrazione di uno spostamento via mare.
Per lungo tempo, la storiografia moderna ha accettato l'ipotesi, ispirata ad Erodoto, di una filiazione illirica dei Veneti, che sarebbero quindi stati il ramo più occidentale di quell'insieme di popolazioni indoeuropee. Nelle sue Storie, lo storico greco parla degli Ἐνετοί (Enetoi) come di una parte del popolo illirico, stanziata presso l'Adriatico. La tesi dell'illiricità dei Veneti, sostenuta principalmente da Carl Pauli a fine XIX secolo, continuò a essere largamente condivisa anche quando, nella prima metà del XX secolo, Vittore Pisani e Hans Krahe dimostrarono che Erodoto si riferiva in realtà a una tribù illirica stanziata nella Penisola balcanica, e non in area italica.
Ricerche su materiale linguistico hanno portato ad escludere una filiazione illirica per i Veneti, secondo quanto proposto già negli anni quaranta dallo stesso Krahe. Dopo un'iniziale proposta di legare la lingua venetica alle lingue italiche osco-umbre, ha in seguito trovato maggior credito il riconoscimento del venetico come parte della famiglia latino-falisca, comprendente anche il latino. Su questo punto, tuttavia, l'indagine dell'indoeuropeistica è ancora aperta come riconosce prudentemente, ad esempio, Francisco Villar.
La ricerca moderna, in questo modo, si è trovata in sostanziale accordo con quanto sostenuto già dalla storiografia latina: i Veneti condividono con i Latini una comune origine protostorica, anche se non attraverso quel comune legame con l'Antica Grecia (e con Troia in particolare) postulato dai Romani mediante il mito di Antenore. L'insieme indoeuropeo veneto-latino si era formato come gruppo a sé in un'area dell'Europa centrale, probabilmente ubicato entro i confini dell'odierna Germania e parte di un vasto continuum indoeuropeo esteso nell'Europa centro-orientale fin dagli inizi del III millennio a.C. Da qui mosse verso sud nel corso del II millennio a.C., probabilmente intorno al XV secolo a.C.; mentre una parte di queste genti proseguì fino all'odierno Lazio (i Latini), il gruppo che avrebbe dato origine ai Veneti si insediò a nord del Golfo di Venezia e lì si attestò definitivamente.

#### Caratteri dell'insediamento veneto
I migranti che giunsero nell'area veneta dalle regioni nord-orientali erano più probabilmente piccoli gruppi di colonizzatori, piuttosto che un'ingente massa di popolazione. Al di là delle questioni sulla loro origine, i Veneti erano di cultura articolata, abili guerrieri e commercianti arrivati. È probabile che i nuovi colonizzatori si siano sovrapposti alla popolazione nativa (gli Euganei pre-indoeuropei).

### L'apogeo (VIII-II secolo a.C.)
I Veneti crearono una cultura unitaria che ebbe il suo massimo sviluppo tra l'VIII e il II secolo a.C., una cultura nettamente differenziata rispetto alle altre dell'Italia protostorica. Peculiarità di questa popolazione, presente in tutto il territorio in cui erano stanziati, erano soprattutto le produzioni bronzee e fittili, le forti credenze religiose, le espressioni artistiche, l'agricoltura, armature e vestiti, lo strutturarsi di nuclei prima protourbani e quindi urbani e l'allevamento di bestiame.

### L'integrazione nel mondo romano

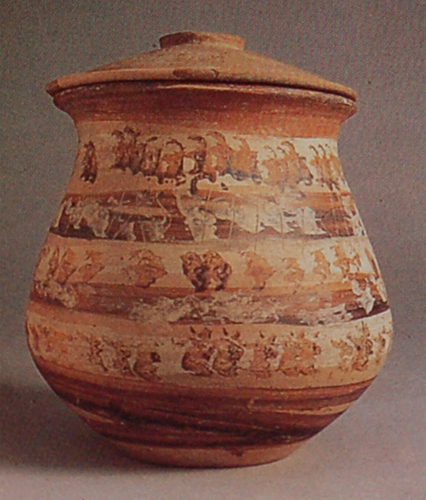
Vaso veneto

La regione cispadana era abitata nel III secolo a.C. da numerose popolazioni bellicose: in particolare dai Galli, che a partire dal secolo precedente avevano fatto irruzione nella regione. In contrasto con loro, i Romani si rivolsero, per ottenere aiuto, ai Veneti, poiché li ritenevano consanguinei per via della leggenda di Antenore. Romani e Veneti stabilirono quindi rapporti di amicizia e di alleanza (già nel 283 a.C. il Senato romano aveva stretto un patto con i Veneti ed i Galli Cenomani per rallentare l'invasione gallica). Probabilmente i contatti avevano avuto inizio più anticamente, già nel 390 a.C.: quando i Galli Senoni di Brenno occuparono la stessa Roma, fu forse proprio grazie ad un'azione diversiva dei Veneti che potrebbero essere stati costretti a venire a patti con i Romani.
Nel 225 a.C. i Romani mandarono ambasciatori presso i Veneti ed i Galli Cenomani per stringere un'alleanza contro i Galli Boi e gli Insubri, che minacciavano le frontiere romane, ed essi rimasero dalla parte romana anche durante la Seconda guerra punica, mentre tutte le altre popolazioni galliche si erano schierate con Cartagine. Al termine della guerra, per poter completare la sottomissione della Gallia cisalpina (Galli e Liguri non accettavano la supremazia romana), Roma cominciò una vera e propria guerra di conquista, sempre sostenuta da Veneti e Cenomani. È probabile che in questo momento storico i Veneti fossero legati ai Romani tramite amicitia, diversamente dai Galli legati a Roma dal foedus: questo legame era utilizzato soprattutto negli Stati ellenistici, e prevedeva la neutralità, che poteva diventare alleanza solo in via eccezionale.
I Veneti non appaiono come un popolo bellicoso e non furono coinvolti in battaglie o guerre importanti. Tuttavia non furono isolati, anzi intrattennero rapporti commerciali e culturali con la vicina Etruria e mutuarono certe caratteristiche artistico-sociali dai mercanti greci delle colonie. Ebbero con Roma rapporti amichevoli e si giovarono dell'aiuto della città laziale per allontanare la minaccia costituita dall'invasione dei Galli: in cambio di protezione, permisero ai Romani di stabilirsi pacificamente nel loro territorio e, in definitiva, di colonizzarlo costruendo strade, ponti e villaggi. Il Veneto non venne quindi conquistato con la forza dai Romani, ma fu inglobato pacificamente e, con il tempo, la cultura veneta si perse e venne sostituita (in parte assimilata) dalle usanze di Roma .

## Società

### Villaggi e abitazioni
I Veneti si stanziarono dapprima in piccoli villaggi, principalmente tra l'Adige e il Lago di Garda, ma anche nelle zone prealpine della Valbelluna, essendo allora la pianura Padana ricoperta da boschi e zone paludose. Una delle maggiori necropoli venete, perfettamente conservata, si trova infatti a Mel, tra Belluno e Feltre. I centri abitati sorgevano lungo i corsi d'acqua su dossi sabbiosi (dato che la sabbia è molto permeabile e si asciugava velocemente) e sulle colline. I centri abitati erano costituiti di poche capanne rettangolari raggruppate e collegate le une alle altre; quando il villaggio si espandeva, si costruivano abitazioni con più ambienti, e con parti riservate ad attività artigiane.
Le case erano formate da pareti con uno scheletro in legno, che veniva solitamente ricoperto di argilla, mentre la base era in pietra, in modo da ridurre l'umidità. I pavimenti erano di argilla battuta, mentre il tetto era di paglia. Il cuore delle abitazioni era il focolare, realizzato da una base di argilla sulla quale erano stesi frammenti di ceramiche e ciottoli (in modo che trattenessero il calore, agendo da isolante); attorno a esso si raggruppava la famiglia. I centri maggiori erano dotati anche di porti: non solo quelli lungo la costa, ma anche quelli situati lungo fiumi con sufficiente portata d'acqua. In quest'ultimo caso veniva scavata una rete di canali, consentendo così l'attracco di barche.
Sempre attorno ai centri più grossi i Veneti iniziarono il disboscamento delle foreste, e si organizzarono in centri abitati sempre più grossi, soprattutto lungo i fiumi Adige, Brenta e Piave. Le maggiori città furono Este, Altino, Padova, Montebelluna, Oppeano e Gazzo Veronese.
Le abitazioni sorte in aree montane erano differenti rispetto a quelle costruite in pianura o collina: si trattava di case seminterrate, con fondamenta in pietra ed elevazione in legno, esposte preferibilmente verso sud, in modo da ricevere la maggior quantità possibile di luce e calore.

### Commercio
Forti erano i contatti commerciali con il mondo greco, sia diretto sia mediato dai popoli dell'Italia meridionale, con l'Etruria e con le realtà vicino-orientali. Raffinati bronzetti giungevano dall'Etruria e dalla Grecia, perle colorate in pasta vitrea dalla zona del Caucaso, i pendenti in faience testimoniano contatti con l'Egitto, i manufatti in ceramica (daunia, ionica, attica a figure nere e rosse) con ricchi apparati figurativi mostrano come le coste dell'alto Adriatico fossero frequentate da naviganti provenienti dai più lontani lidi del Mediterraneo.

### Abbigliamento

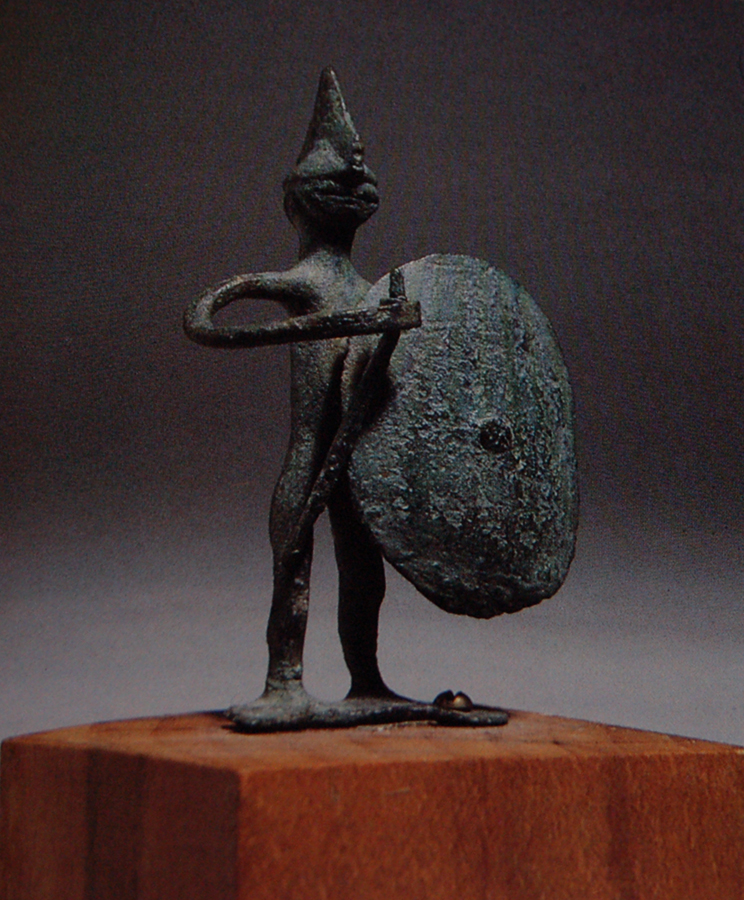
Statuetta bronzea dell'VIII secolo a.C. raffigurante un guerriero, importato dai Veneti e utilizzato come corredo funebre

Dai reperti archeologici, tra i quali abbondano le rappresentazioni di sacerdoti, capi e notabili, si può inferire che i Veneti portavano grandi mantelli di lana pesante, che venivano appoggiati sulle spalle. Sotto il mantello, donne e uomini portavano una tunica di stoffa (più leggera rispetto al mantello), con maniche che potevano essere lunghe o corte, simili a quelle portate da Romani ed Etruschi. Nelle donne la tunica era spesso trattenuta da un cinturone (il quale veniva utilizzato anche dagli uomini e dai ragazzi), da cui, nella parte inferiore, si formavano delle pieghe. In alcuni casi esse vi sovrapponevano dei grembiuli. Le donne portavano anche, in testa o sulle spalle, uno scialle (o mantellina), simile a quello utilizzato in Veneto (soprattutto a Venezia e nella fascia montana) fino al Novecento. I Veneti portavano anche i cappelli, segni di distinzione e dalla tesa larga e rialzati sui bordi, stivali, utilizzati soprattutto per cavalcare, e calzature a punta. Dalle immagini pervenuteci si può vedere come era usanza maschile radersi il capo.
Sono arrivati sino ad oggi anche numerosi ornamenti del vestiario, come spilloni, pendagli, fibule, collane, braccialetti e orecchini, realizzati anche con materiali preziosi come oro, argento, corallo, ambra e perle.

### Armi

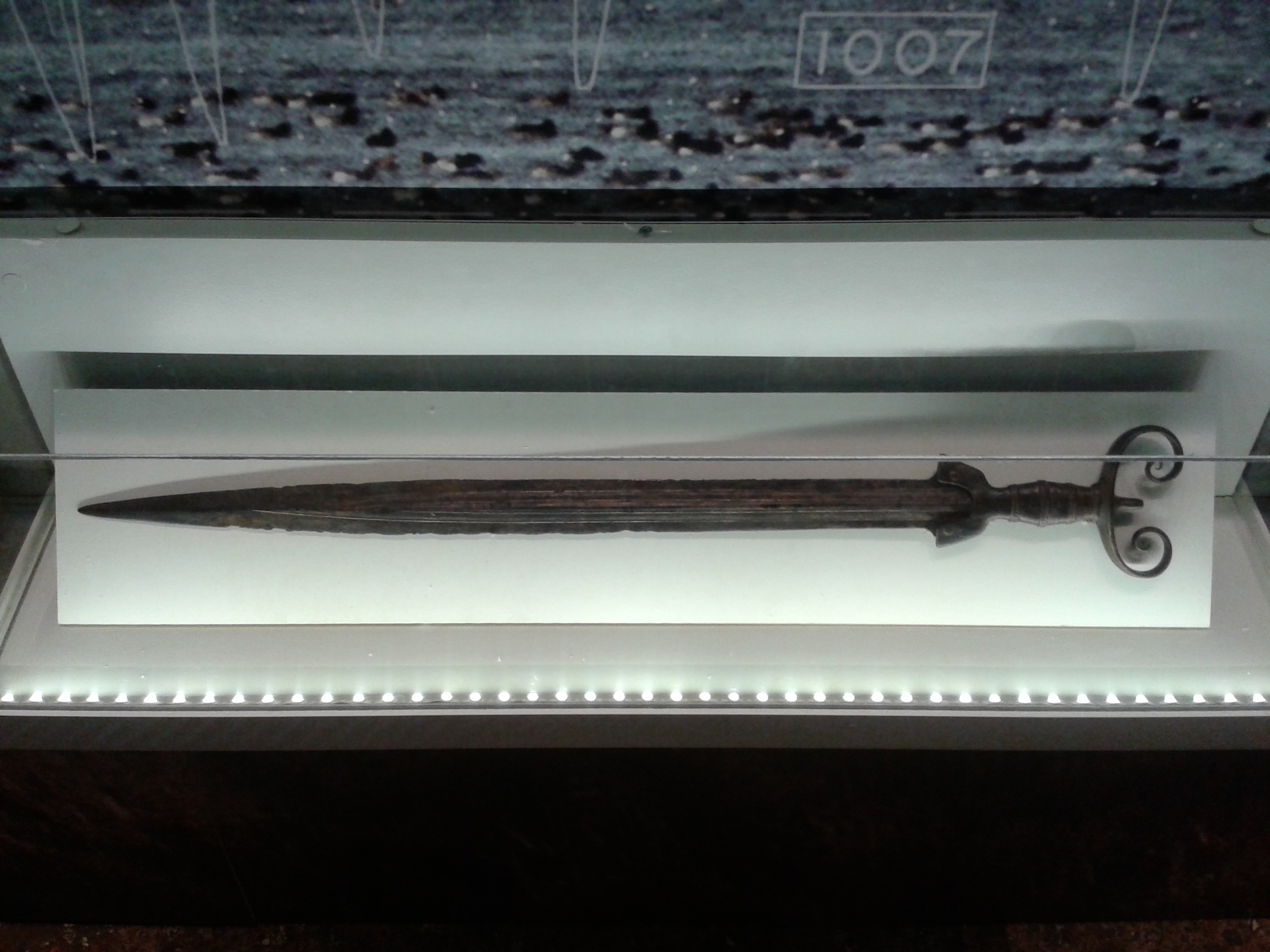
Spada venetica "ad antenne" rinvenuta a Casier

I guerrieri portavano inizialmente scudi rotondi simili a quelli degli opliti greci, elmi a calotta bassa e con una cresta, e venivano spesso rappresentati con lance a punta larga. Successivamente si diffusero grandi spade, scudi di forma ovoidale ed elmi simili a quelli utilizzati dai Galli.

## Religione
Non vi sono molte notizie scritte circa la religione veneta, ma sono stati ritrovati numerosi luoghi di culto, necropoli e materiale votivo. I luoghi di culto non erano quasi mai situati in edifici chiusi, ma i riti si svolgevano solitamente in boschi sacri, in luogo libero da vegetazione e circondato da grandi alberi. All'interno si svolgevano processioni con canti e danze sacre, e all'interno di piccole edicole in legno vi erano rappresentazioni sacre. La quantità dei siti fa presumere l'esistenza di una classe sacerdotale, il cui compito era l'accensione dei fuochi sacri e i sacrifici animali, oltre a quello di scrivere (la scrittura era un privilegio di pochi).
Nelle necropoli venete si possono distinguere i doni modesti dei ceti meno abbienti e quelli dei più ricchi, i quali venivano depositati insieme alle spoglie come corredo funebre. Il corpo del defunto veniva cremato e le ceneri erano poste in apposite urne e, durante la sepoltura, si offrivano alle divinità cibo e bevande (si praticava, dunque, il rito del banchetto funebre). Si è a conoscenza della presenza del culto degli elementi naturali, e in particolare dell'acqua medicamentaria (o per lo meno ritenuta tale), mediante la quale la divinità interveniva dando la guarigione: la cerimonia prevedeva la richiesta di guarigione da parte del malato, una processione e quindi vi erano le offerte a qualche idolo.
Ad Este è stata rinvenuta una lamina da cui si può ricavare il nome di una divinità: Reitia, dea guaritrice, della natura, protettrice delle nascite e dea della fertilità. Essa viene rappresentata con i tipici abiti veneti e con in mano la chiave per aprire la porta dell'aldilà.

## Lingua
La lingua dei Veneti, detta dai linguisti lingua venetica o semplicemente lingua veneta, è documentata da iscrizioni risalenti a un arco di tempo compreso tra il VI e il I secolo a.C. e redatte prima in un alfabeto etruscoide (dal quale differiva per varie aggiunte, per esempio quella della vocale /o/), poi in alfabeto latino (entrambi derivati da quello greco). Questa lingua è di classificazione incerta; tuttavia, condivide numerosi tratti fonetici e morfologici con il latino, tanto da condurre Giacomo Devoto e diversi altri studiosi a ipotizzare una parentela genetica tra i due idiomi, giunti in Italia nel corso di uno stesso movimento migratorio di elementi indoeuropei dall'Europa centrale o centro-orientale. L'introduzione della scrittura con un alfabeto etrusco settentrionale risale ad un'epoca intorno al 600 a.C.

## Cultura

### Arte

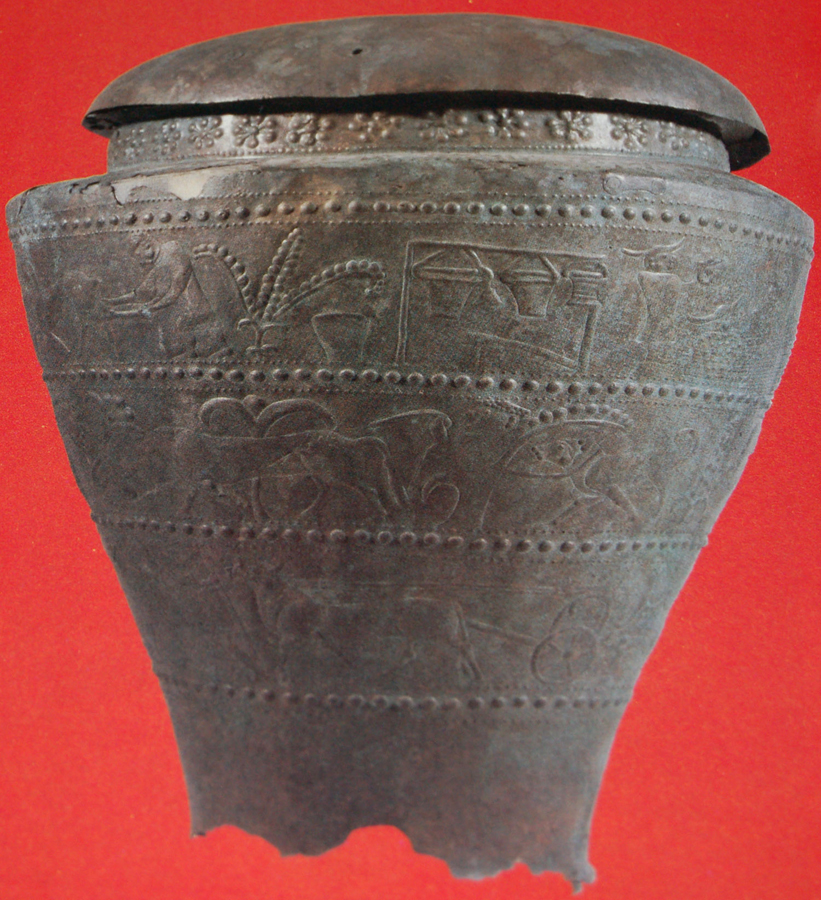
La Situla Benvenuti

Peculiare dei Veneti era la cosiddetta "arte delle situle". Queste situle venivano create tramite la lavorazione del bronzo in lamine, che venivano modellate e ricongiunte a formare non solo situle, ma anche più in generale vasi, coperchi, cinture e foderi di pugnali e spade. Le lamine venivano lavorate a sbalzo, ovvero l'artista batteva la lamina dal rovescio, facendo così sollevare al diritto le forme volute, creando un bassorilievo.
Con i Veneti si passò per la prima volta dalla raffigurazione geometrica a quella di figure naturali e umane, come si può vedere nell'importante Situla Benvenuti. Questa situla, della quale manca la parte inferiore (che terminava in un basso piede svasato), era parte del corredo funebre di una tomba femminile, scoperta nella necropoli Benvenuti. Essa è il primo e più importante esempio di situla con raffigurazioni umane. Sono visibili tre fasce in cui sono rappresentate uomini, attività umane (guerra, gare, commercio) e figure mitologiche. Situle, cinturoni, elmi, laminette presentano sulle superfici motivi decorativi legati alla realtà quotidiana, ai commerci, alle attività agricole, alla ritualità, alla guerra insieme con animali fantastici di derivazione orientale.
Gli unici precedenti – soltanto per ciò che riguarda la forma – delle situle venetiche sono manufatti orientali e centro-europei. Per quanto riguarda, invece, i soggetti raffigurati, l'unico precedente è il tintinnabulo della Tomba degli ori di Bologna, del VII secolo a.C. Quest'arte nacque probabilmente in ambito veneto, dove si sviluppò per secoli passando da forme più naturali a forme più artificiose, in un certo senso "barocche". Gli ultimi esempi ad oggi conosciuti di questa arte sono le laminette dei donari.
Il cavallo, chiamato Ekvo dai Veneti antichi, animale-totem della protostoria dell'Europa, giocò nella loro cultura un ruolo di prim'ordine. Questi animali erano allevati per la loro valenza economica e come simbolo di predominio aristocratico e militare. I cavalli dei Veneti erano noti per la loro abilità nella corsa ed erano spesso riprodotti negli ex voto, nelle aree più sacre. Centinaia di bronzetti a forma di cavallo o di cavaliere su cavallo provengono dai luoghi di culto dei Veneti. Al cavallo erano riservati appositi spazi di sepoltura nelle necropoli. Il cavallo compare in vari manufatti come immagine simbolica o elemento decorativo nonché in alcune sepolture (come quella del Piovego, VI-V sec. a. Cr.) insieme all'uomo che di lui si era preso cura in vita.

### Fonti primarie
- Erodoto, Storie
- Polibio, Storie, II, 17-24
- Gaio Giulio Cesare, De bello Gallico
- Strabone, Geographica, IV, 4, 1
- Tito Livio, Ab Urbe condita libri
- Publio Cornelio Tacito, Germania
- Cassio Dione Cocceiano, Historiae Romanae, XXXIX, 40, 1

### Fonti secondarie
- AA. VV., Speciale Veneti antichi, in Archeo. Attualità del passato, n. 337, Milano, My Way Media, marzo 2013.
- Giovan Battista Pellegrini, Dai Veneti ai Venetici, in Storia di Venezia, Roma, Istituto dell'Enciclopedia Italiana, 1992. URL consultato il 20 giugno 2020.
- Aldo Prosdocimi (a cura di), Popoli e civiltà dell'Italia antica, Roma, Spazio Tre, 1974, ISBN 88-7840-026-2.
- Alessandra Aspes (a cura di), Il Veneto nell'antichità: preistoria e protostoria, Verona, Banca Popolare di Verona, 1984, SBN CFI0068159.
- Ezio Buchi e Giuliana Cavalieri Manasse (a cura di), Il Veneto nell'età romana, Verona, Banca Popolare di Verona, 1987, SBN CFI0077395.
- Loredana Capuis, I Veneti: società e cultura di un popolo dell'Italia preromana, Milano, Longanesi, 1993, ISBN 88-304-1132-9.
- Francisco Villar, Gli Indoeuropei e le origini dell'Europa, Bologna, Il Mulino, 1997, ISBN 88-15-05708-0.